# 빌리브 (드라마)
《빌리브》(영어: Believe)는 2014년에 방영된 TV 시리즈이다.